# Rue Chalgrin
La rue Chalgrin est une rue du 16e arrondissement de Paris.

## Situation et accès

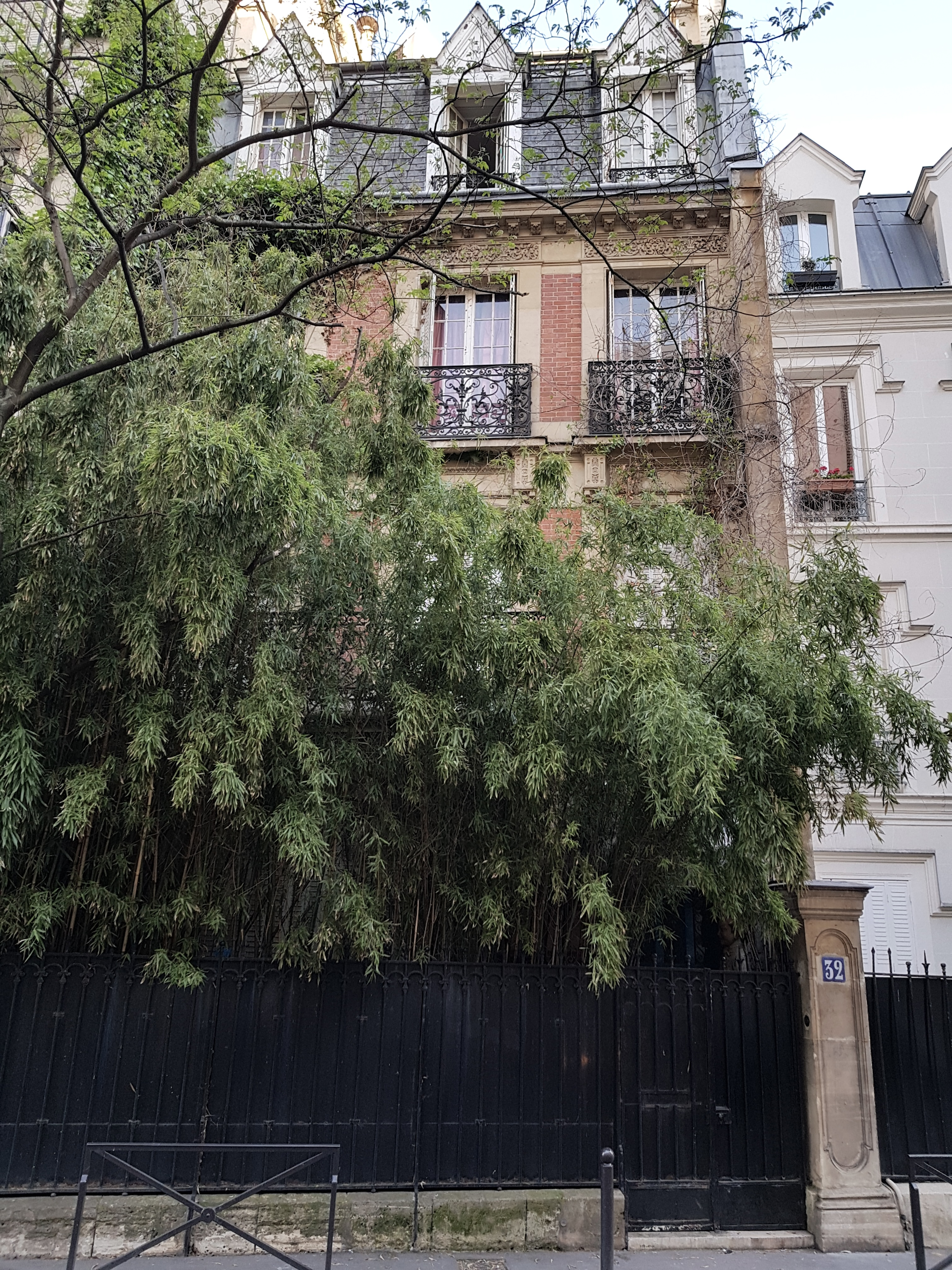
No 32.

Cette petite rue en angle droit est située dans le quartier de Chaillot. Elle commence au 20, avenue Foch et finit au 4, rue Le Sueur.
La station de métro la plus proche est la station  Argentine, où circulent les trains de la ligne 1.

## Origine du nom
Elle porte le nom de Jean-François Chalgrin (1739-1811), architecte notamment de l'Arc de Triomphe (à proximité immédiate) et de l'église Saint-Philippe-du-Roule (dans le 8e arrondissement).

## Historique
Cette voie de l'ancienne commune de Passy est classée dans la voirie parisienne par un décret du 23 mai 1863 et prend sa dénomination actuelle par un décret du 2 octobre 1865.
La partie débouchant sur l'avenue Foch était comprise dans l'ancienne rue de Bellevue (à ne pas confondre avec l'actuelle rue de Bellevue, dans le 19e arrondissement) et la partie en retour sur la rue Le Sueur était dénommée « rue des Bouchers ». Ces deux voies sont réunies en 1865.
Le sens unique est inversé en 1960.

## Bâtiments remarquables et lieux de mémoire
- À partir des années 1970, l'homme politique Pierre Bérégovoy a vécu dans cette rue[3].
- L'écrivain Anatole France habita dans un hôtel particulier de cette rue, dot de sa femme. Après leur divorce en 1893, il déménage villa Saïd, dans le même quartier[1],[4].
- En 1993, l’ancien fonctionnaire collaborationniste du régime de Vichy Paul Touvier a sa résidence dans la rue[5].

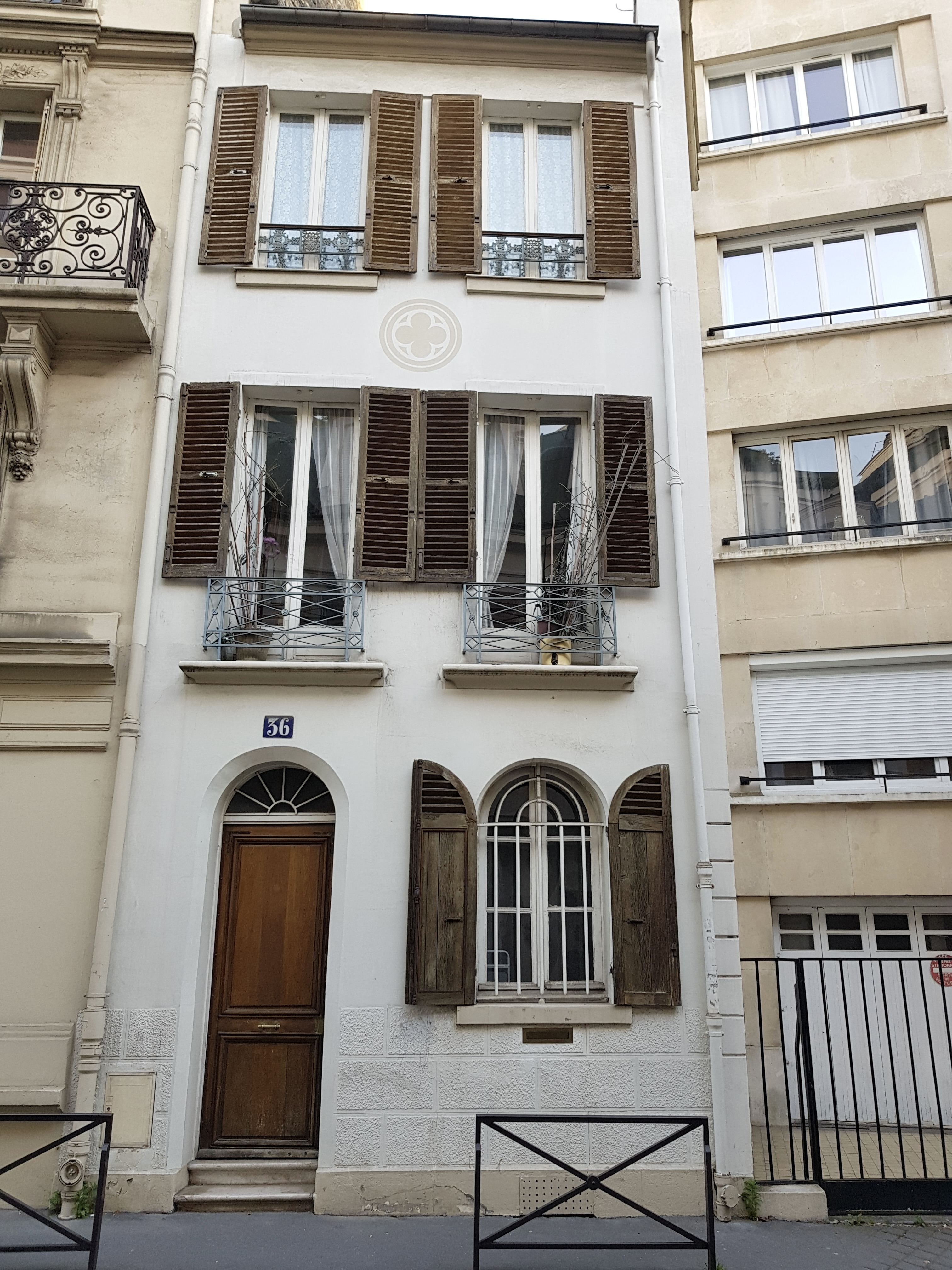
No 36.

- No 5 : c’est dans cet immeuble, dans un appartement alors occupé par le musicien Philippe Dalecky[6], que Jim Morrison, le chanteur des Doors, oublie un carnet de notes, quelques jours avant sa mort par overdose en 1971 ; ce carnet, contenant les « derniers mots » de Jim Morrison, sera vendu aux enchères en 2006[7].
- No 7 : en 1910 s'y trouve le manège Pellier[1].
- No 14 : immeuble de 1898 de style Art nouveau ; architecte : A. Lepandu[8].

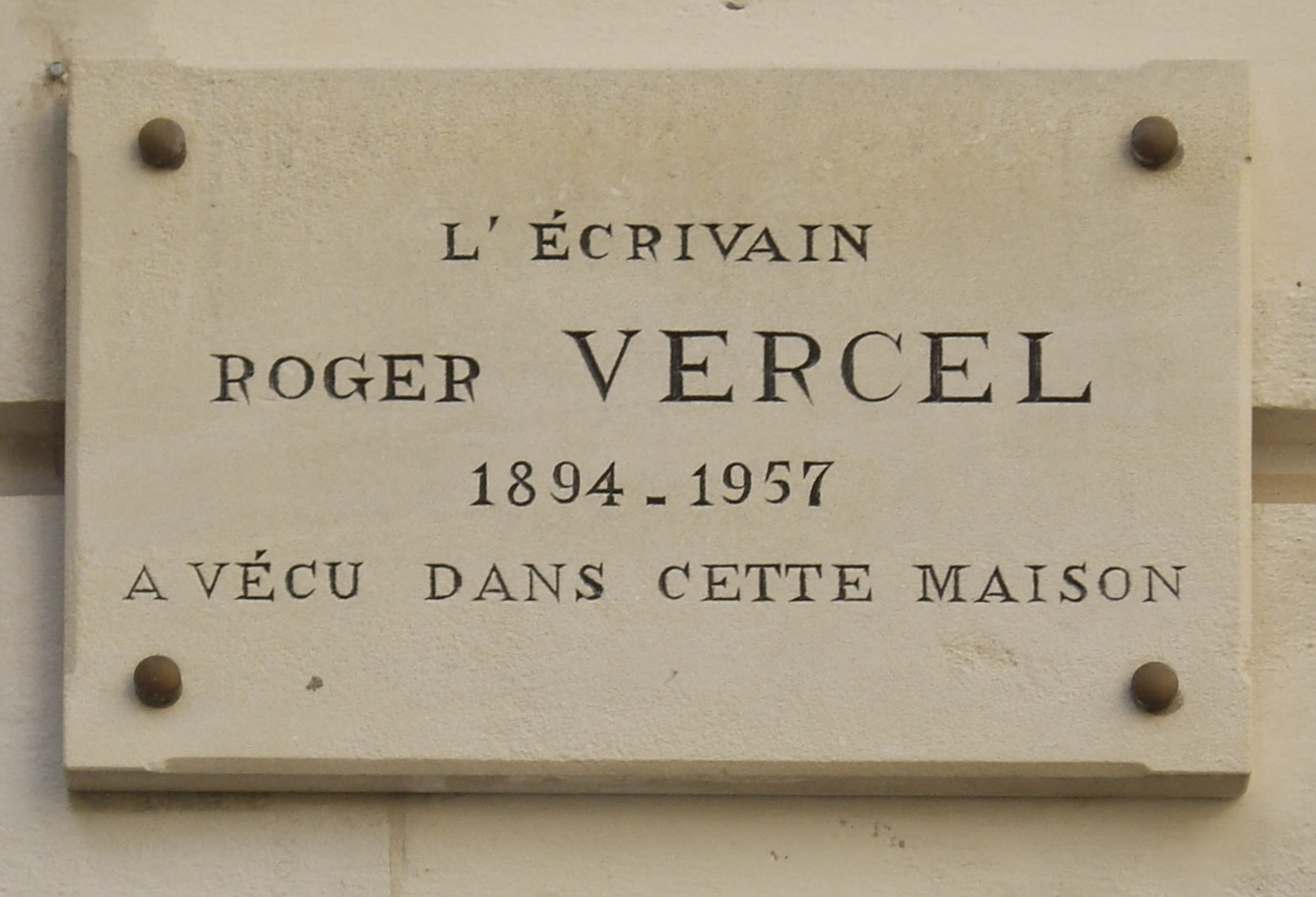
Plaque au no 20.

- No 20 : l'écrivain Roger Vercel, prix Goncourt 1934, a vécu à cette adresse, comme en témoigne une plaque commémorative apposée sur la façade.

## Dans la fiction
- No 7 : dans le film Mister Flow réalisé en 1936 par Robert Siodmak, Fernand Gravey, sur les conseils de Louis Jouvet, se rend au n°7 de la rue Chalgrin afin de récupérer une mystérieuse valise.